# Oncostemum latifolium
Oncostemum latifolium là một loài thực vật có hoa trong họ Anh thảo. Loài này được (Sieber) Mez mô tả khoa học đầu tiên năm 1902.